# Jump (singel Flo Ridy)
"Jump" to trzeci singel amerykańskiego rapera Flo Ridy z jego drugiego albumu studyjnego zatytułowanego R.O.O.T.S.. Utwór został nagrany z gościnnym udziałem kanadyjskiej piosenkarki Nelly Furtado. Piosenka promowała amerykański film fabularno-animowany Załoga G i znalazła się na jego ścieżce dźwiękowej. 

## Krytyka
Utwór otrzymał mieszane recenzje. Mayer Nissim z Digital Spy przyznał piosence 2 na 5 gwiazdek. Stwierdził on, że fenomenem tej piosenki jest głos Nelly Furtado i to dzięki niej Flo Rida mógł wybrać tę piosenkę na następny singel. Skrytykował Flo Ridę za zbyt prosty i bez mniejszego przesłania tekst i "wystarczyło napisać chociaż jeden mądry tekst, a nie pisać szalonych rymów, które są absolutnie zbędne, a pisanie na temat Nike jest już przereklamowane".

## Lista utworów
- Digital download[3]

1. "Jump" (feat. Nelly Furtado) – 3:28

- Japanese digital single[4]

1. "Jump" (Let's Go Ichiro Remix) – 3:30

## Teledysk
Teledysk swoją oficjalną premierę miał 12 lipca 2009 roku. Reżyserią zajął się Chris Robinson. Widoklip przedstawia sceny z Flo Ridą bawiącym się ze znajomymi. Nelly Furtado przez brak czasu nie wzięła udziału podczas kręcenia teledysku, ale pojawiła się w nim komputerowo. Telewizyjna wersja teledysku nie zawiera scen z filmu Załoga G.

## Listy przebojów
| Lista (2009)                          | Najwyższa pozycja |
| ------------------------------------- | ----------------- |
| Australia (ARIA Charts)               | 18                |
| Austria (Ö3 Austria Top 40)           | 34                |
| Irlandia (IRMA)                       | 26                |
| Kanada (Canadian Hot 100)             | 32                |
| Niemcy (Media Control Charts)         | 27                |
| Nowa Zelandia (RIANZ)                 | 33                |
| Wielka Brytania (UK Singles Chart)    | 21                |
| Stany Zjednoczone (Billboard Hot 100) | 54                |
| Stany Zjednoczone (Pop Songs)         | 35                |